# Моно (озеро)
Мо́но (англ. Mono Lake) — лужне солоне озеро у одноіменному окрузі Моно у штаті Каліфорнія, США,
Моно є важливим місцем гніздування багатьох видів птахів та однією з найбагатших екосистем Північної Америки.
У 1941 році Моно стало джерелом постачання води до метрополії Лос-Анжелеса через зведення Лос-Анжелеського акведука. З відбором води площа озера зменшилася у 1982 році до 15252 га, що є 69% від площі у 1941 році.
Насиченість води озера солями та лугами різних хімічних елементів частково обумовлено тим, що воно ось уже більше 50-ти років є ізольованим від джерел прісної води.
У 2010 в цьому озері вперше на Землі дослідники виявили бактерію, яку назвали GFAJ-1, що здатна жити й розмножуватися, використовуючи токсичний хімічний елемент Арсен. В усіх клітинних компонентах цієї бактерії місце фосфору в органічних молекулах посідає Арсен.

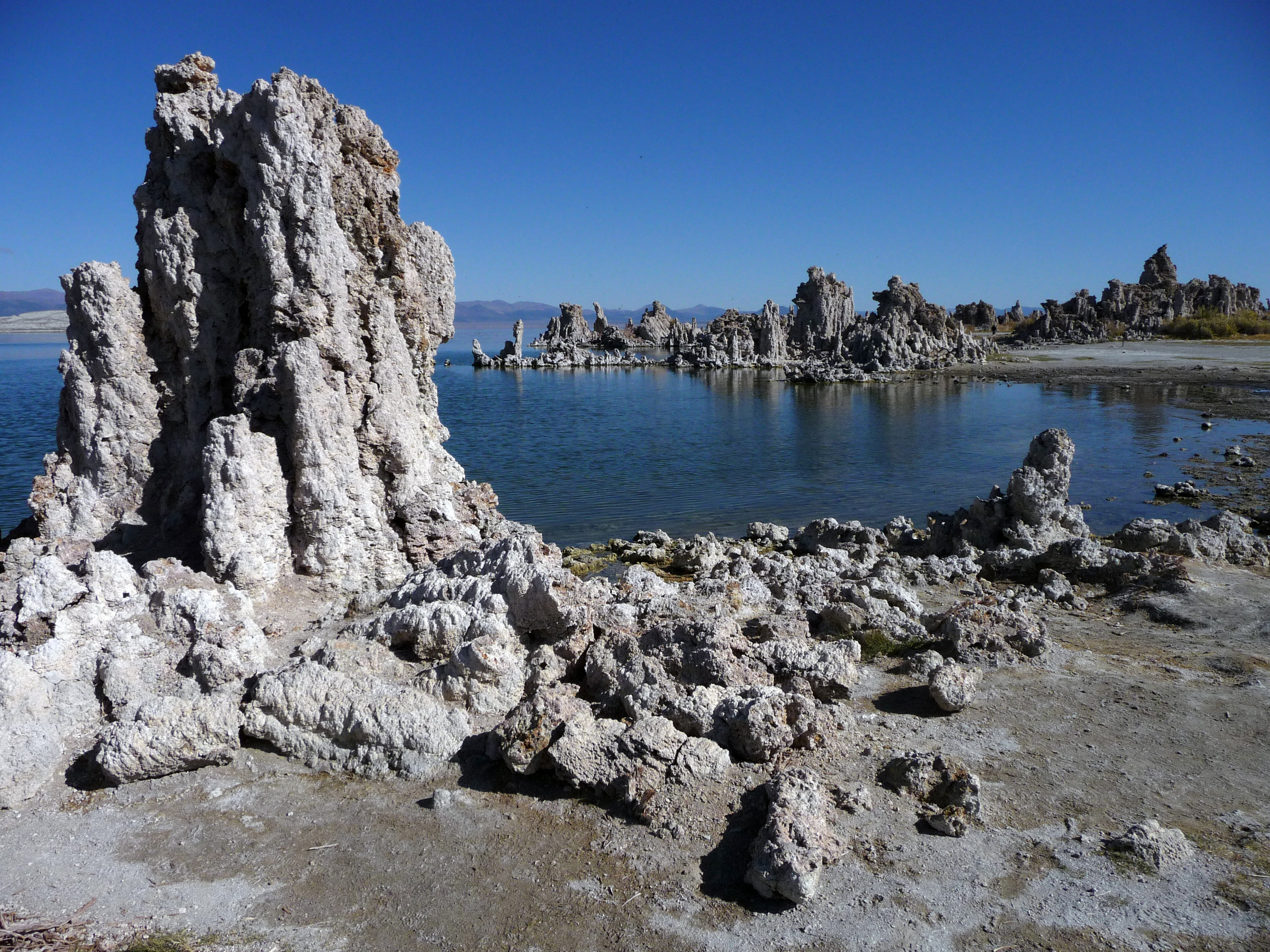
Вапнякові утворення вздовж узбережжя озера Моно